# Aeginella longicornis
Aeginella longicornis är en kräftdjursart. Aeginella longicornis ingår i släktet Aeginella och familjen Caprellidae. Inga underarter finns listade i Catalogue of Life.